# 阿史那献
阿史那献（?—?），又作史献。唐朝突厥族将领，西突厥兴昔亡可汗，阿史那元庆次子。
692年，父亲阿史那元庆被酷吏来俊臣诬杀。阿史那献配流崖州（一说振州）。703年，才被召还。唐中宗为了抵制突骑施对西域的侵蚀，景龙年间，阿史那献复任北庭大都护府都护，708年册封为右骁骑（右骁卫）大将军、昆陵都护、兴昔亡可汗（又作摩阿史那兴昔亡可汗），统辖咄陆五部，镇守庭州，711年十二月，为招慰十姓使，安抚西突十姓部落，未几升任碛西节度使。率兵平定西突厥都坦之叛，收碎叶以西诸部三万帐。715年，又加定远道行军大总管，与北庭都护汤嘉惠联兵抗击后突厥默啜，保护已内属的葛逻、胡禄屋、鼠尼施等部。而后抵御大食和拔汗那。717年，苏禄可汗兴起后，阿史那献因讨突骑施不力，返唐，迁左金吾大将军，终老长安。